# Фернандес Мирабаль, Хайме Давид
Хайме Давид Фернандес Мирабаль (исп. Jaime David Fernández Mirabal; род. 15 октября 1956, Эрманас-Мирабаль) — доминиканский политический и государственный деятель, вице-президент (1996—2000).

## Биография
Родился 15 октября 1956 года в городе Сальседо, провинция Эрманас-Мирабаль, Доминиканская Республика, в семье Хайме Фернандеса Камило и Деде Мирабаль Рейес. Он является племянником сестёр Мирабаль, сыгравших важную роль в формировании революционного движения 14 июня.
Фернандес получил начальное и среднее образование родном городе в Сальседо, а затем поступил в Высший сельскохозяйственный институт, где изучал агрономию. После окончания института он переехал в Санто-Доминго, где поступил в местный технологический институт. Позднее он поступил в Мадридский университет Комплутенсе, где изучал психиатрию.
В 1973 году Фернандес вступил в Доминиканскую партию освобождения, после чего решил посвятить себя партийной работе. В 1990 году однопартийцы выдвинули его кандидатуру на пост сенатора от провинции Эрманас-Мирабаль. На посту члена Сената он уделял особое внимание вопросам медицины, образования и развития спорта в стране. В 1994 году Фернандес был переизбран в Сенат, а в 1996 году кандидат в президенты Леонель Фернандес предложил ему пост вице-президента. Его срок полномочий на этом посту истёк 16 августа 2000 года.
В 2008 году Леонель Фернандес назначил его министром природных ресурсов, а в 2012 он занял пост министра спорта в кабинете президента Данило Медины.